# Girabola 1994
Der Girabola 1994 war die 16. Saison des Girabola, der höchsten Spielklasse im Fußball in Angola. Es nahmen 12 Mannschaften teil, die je zweimal gegeneinander antreten mussten.
Petro Luanda gewann seine neunte Meisterschaft. Zudem errang er gegen Aufsteiger Independente aus Tômbua den angolanischen Pokal. Im angolanischen Supercup unterlag der Meister danach jedoch der Überraschungsmannschaft des Independente.
Sonangol Namibes Stürmer Kabongo wurde mit 16 Treffern Torschützenkönig.

## Tabelle
Bedingt durch die Wirren des angolanischen Bürgerkriegs (1975–2002) sind nicht alle Daten der Saison erhalten, und es ist keine Abschlusstabelle über die drei ersten Plätze hinaus vermerkt.
| Platz | Verein                 |
| ----- | ---------------------- |
| 1.    | Petro Luanda (M)(P)    |
| 2.    | Primeiro de Maio       |
| 3.    | Independente (N)       |
| ?     | Primeiro de Agosto     |
| ?     | Progresso Sambizanga   |
| ?     | Atlético Sport Aviação |
| ?     | Nacional Benguela      |
| ?     | Desportivo Eka         |
| ?     | Sonangol do Namibe (N) |
| ?     | Sporting Luanda (N)    |
| ?     | Inter Huíla            |
| ?     | GD Sagrada Esperança   |

(Stand: Endstand, keine detailliertere Daten über die Reihenfolge der drei ersten Vereine hinaus vermerkt)
| (M) | amtierender angolanischer Meister     |
| (P) | amtierender angolanischer Pokalsieger |
| (N) | Neuaufsteiger der letzten Saison      |